# Mauro Refosco
Mauro Refosco é um percussionista brasileiro, membro da banda Forro in the Dark, do supergrupo Atoms for Peace e membro de apoio do Red Hot Chili Peppers.
Ele também já tocou com diversos artistas como David Byrne, Lounge Lizard Band (de John Lurie), Bebel Gilberto entre outros.

## Biografia
Ainda jovem, Mauro deixou sua cidade natal, Joaçaba que fica no meio oeste de Santa Catarina para estudar percussão em São Paulo. Em 1992 recebeu uma bolsa e mudou-se para Nova Iorque. Fundou a banda estadunidense-brasileira Forro in the Dark em 2002, juntamente com outros músicos brasileiros. O grupo reúne elementos do rock, folk, jazz, forró e country e já gravou 2 álbuns, Bonfires of São João e Light a Candle.
Em 2010 ele recebeu o convite pra trabalhar com o Red Hot Chili Peppers em seu álbum I’m With You, Mauro afirmou: "Recebi uma ligação do Flea, perguntando se eu estaria interessado em gravar no disco novo, depois de refletir longamente por meio segundo, respondi que sim."
Mauro também é membro do Atoms for Peace, fundada pelo vocalista do Radiohead Thom Yorke em 2009.

## Discografia
com Forro in the Dark
- Bonfires of São João (2006)
- Light a Candle (2009)

com Red Hot Chili Peppers
- I'm With You (2011)
- I'm with You Sessions (2012-2013)
- The Getaway (2016)

com Atoms for Peace
- Amok (2013)

com Jota Quest
- Funky Funky Boom Boom (2013)